# Otoesclerosis
La otoesclerosis (del griego otós: oído + sklerós: endurecimiento), también denominada osteopongiosis, es una enfermedad ósea primaria de la cápsula ótica y la cadena osicular (cadena de huesos del oído) que causa fijación de los huesecillos con la resultante hipoacusia. Se trata de una enfermedad de transmisión genética que se transmite por vía autosómica dominante con penetración incompleta y expresión variable. Existen otras causas de origen no genético que deben tenerse en cuenta, como por ejemplo una infección por el virus del sarampión.
Consiste en una osteodistrofia de la cápsula laberíntica caracterizada por la aparición de focos de resorción y neoformación óseas en cualquier parte de la cápsula. Cuando estos focos afectan a la base del estribo producen sordera por inmovilización de la articulación estapediovestibular. Puede ser asintomática cuando los focos no tienen esta localización".

## Historia
La fijación del estribo fue descrita en un inicio por Valsalva en 1704 durante una autopsia de un paciente sordo. Joseph Toynbee ligó este hallazgo a hipoacusia en 1857. En 1890 Katz fue el primero en encontrar evidencia microscópica de otosclerosis que causa fijación del estribo. En 1893 Politzer describió la otosclerosis como una entidad clínica y describió sus características patológicas en el cadáver. Los reportes más antiguos de mejoría de la audición en pacientes con otosclerosis fueron casos anecdóticos de pacientes que presentaron traumatismo craneal, con mejoría de la audición posterior. Kessel describió un caso en 1878 al describir el hueso temporal de un paciente cuya audición mejoró después de que hubiera caído de un vagón, encontrando que presentaba una fractura en el temporal. Holmgren en 1923 trató a pacientes con otosclerosis creando una fenestra en el canal horizontal y cubriéndola con mucoperiostio. La cirugía de fenestra del canal horizontal fue popularizada por Lempert en 1940 y posteriormente refinada por otros incluyendo John House.
A pesar de la aceptación de la técnica de fenestra, raramente fue exitosa para cerrar completamente el gap de la vía ósea-aérea de la audición, y tenía un riesgo mayor al 2 % de causar hipoacusia sensorineural severa. En 1950 Samuel Rosen propuso la movilización del estribo, lo cual tenía la ventaja de generar mejoría inmediata de la audición y cerrar completamente el gap en la mayoría de los pacientes, detectando posteriormente que se generaba nuevamente fijación del estribo en todos los casos. En 1956 John Shea realizó la primera estapedectomía, cubriendo la ventana oval con un injerto de vena y utilizando un estribo artificial de nylon del yunque a la ventana oval.
La mayoría de las técnicas desarrolladas por estos personajes persisten hasta la actualidad, han surgido variaciones en la técnica así como el material de las prótesis, realización de estapedotomía contra estapedectomía, uso de instrumental contra láser y otras, pero el principio básico de restablecer la conexión móvil entre la membrana timpánica y el vestíbulo se mantiene como el objetivo de la cirugía para pacientes con otosclerosis.

## Epidemiología
La prevalencia total de la otosclerosis es del 10 %, de estos, aproximadamente del 10 al 20 % presentan alteración clínica de la audición, por lo que la prevalencia de hipoacusia secundaria a otosclerosis es de aproximadamente 1 % de la población. Esta enfermedad es más común en caucásicos que en otras razas. 10 a 20 % de los caucásicos tienen esclerosis histológica, mientras que solo el 1 % de la población afroamericana se encuentra afectada. Por ello, la enfermedad sintomática se encuentra presente en el 1 % de los caucásicos, 0.5 % de los asiáticos, 0.1 % de los afroamericanos.
Es más común que las mujeres busquen atención médica por hipoacusia secundaria a otosclerosis, sin embargo, los estudios histológicos no muestran diferencia entre hombres y mujeres. Clínicamente la relación de hipoacusia entre mujeres y hombres es de 2:1 respectivamente. Esto puede ser explicado por el hecho de que el embarazo parece acelerar la progresión de la otosclerosis. El inicio clínico durante el embarazo ha sido reportado entre el 10 y el 17 % de las pacientes con otosclerosis. Es más común observar enfermedad bilateral en las mujeres que en los hombres (89 % y 65 % respectivamente).
La incidencia de otesclerosis aumenta con la edad. La edad promedio de presentación de hipoacusia por otosclerosis es de 15-45 años, pero se han reportado casos desde los 7 a los 50 años.

## Fisiopatología
La otosclerosis es una discrasia ósea, limitada al hueso temporal humano, y caracterizada por reabsorción y formación de nuevo hueso en el área de la cadena oscicular y la cápsula ótica. El evento desencadenante que inicia la enfermedad es desconocido. Se han propuesto muchas teorías como la hereditaria, endócrina, metabólica, infecciosa, vascular y más recientemente la autoinmune, sin embargo, ninguna ha sido probada. Se ha sugerido que factores hormonales pueden jugar un rol en la otosclerosis basada en la observación de que el embarazo algunas veces acelera la progresión de la enfermedad. 
Siebenmann describió por primera vez la aparición microscópica de un foco otosclerótico con apariencia esponjosa. Observó que la enfermedad era inicialmente leve y limitada a la porción anterior de la platina del estribo. En forma menos frecuente el foco abarca el ligamento anular del estribo, resultando en una disminución de la movilización y la consecuente hipoacusia conductiva. En 1912 Siebenmann acuñó el término otosclerosis laberíntica refiriéndose a los focos de otoesclerosis que envolvían a la cápsula ótica de la cóclea y el laberinto. Propuso que la otoesclerosis laberíntica podía resultar en una hipoacusia sensorineural. Las teorías de por qué se presenta hipoacusia sensorineural en la otoesclerosis incluyen liberación de metabolitos tóxicos al oído medio, disminución del riego sanguíneo y extensión directa del foco otosclerótico hacia el oído interno que resulta en cambios en la concentración de electrolitos y alteraciones de la función de la membrana basilar.
El sitio más comúnmente afectado con otosclerosis es la porción anterior de la ventana oval cerca de la fissula ante fenestram. Cuando se afectan la porción anterior y posterior de la platina del estribo se le denomina fijación bipolar. Cuando se afectan toda la platina y el ligamento anular, se conoce como platina obliterante u otosclerosis obliterante. La ventana redonda se encuentra afectada en aproximadamente 30 a 50 % de los casos, pero el nicho raramente se encuentra obliterado.
Histológicamente, la otosclerosis tiene dos formas: una fase espongiótica temprana y una tardía o esclerótica. La primera fase se caracteriza por múltiples grupos activos de células que incluyen osteocitos, osteoblastos e histiocitos. Se desarrolla una apariencia esponjosa debido a la dilatación vascular secundaria a la reabsorción ósea que producen los osteocitos alrededor de los vasos sanguíneos. Esto puede verse en ocasiones a través de la membrana timpánica como una zona rojiza sobre el promontorio denominado signo de Schwartze (descrito por él en 1873). Microscópicamente, un foco de otosclerosis activa revela proyecciones digitiformes de hueso desorganizado, rico en osteocitos, particularmente en el borde de estas lesiones. En el centro de los focos, se encuentran frecuentemente osteocitos multinucleados. En la fase esclerótica, se forma hueso esclerótico denso en las áreas previas de reabsorción. Pueden encontrarse sitios con ambas fases e igualmente estadios intermedios de los mismos. Los focos otoscleróticos siempre inician en el hueso endocondral, pero pueden progresar y afectar el hueso endóstico y perióstico e incluso entrar en el laberinto membranoso.

## Diagnóstico

### Historia clínica
La presentación clínica más común es de un paciente en la segunda o tercera década de la vida, más comúnmente mujeres, con hipoacusia conductiva lentamente progresiva, bilateral (80 %) y asimétrica, así como con acúfeno (75 %). Como en cualquier paciente con patología otológica debe realizarse una historia clínica que investigue la edad de la aparición de la hipoacusia, progresión, lateralidad y síntomas asociados como vértigo, otalgia, otorrea y acúfeno. Debe investigarse también historia de cirugías otológicas previas, así como la historia de infecciones significativas del oído, particularmente otitis media crónica.
Aproximadamente 25 % de los pacientes con otosclerosis se presentan con sintomatología vestibular. Algunos autores han denominado esto como un síndrome de oído interno otosclerótico. Pueden presentarse episodios de vértigo, sin embargo, es más común inestabilidad leve. Cuando se presenta, el vértigo habitualmente es paroxístico y puede confundirse con síndrome de Meniere. 
Los pacientes por lo general presentan habla de bajo volumen, esto debido a la naturaleza conductiva de la hipoacusia, ya que ellos perciben su voz más fuerte de lo que en realidad es. Como puede presentarse en otras formas de hipoacusia conductiva, los pacientes en ocasiones reportan mejoría de la audición en presencia de un ambiente ruidoso, fenómeno conocido como paracusia de Willis. Esto se debe a que la hipoacusia conductiva reduce el volumen del ruido de fondo, mejorando la habilidad de oír a quien se encuentra hablando directamente al paciente con una voz de mayor volumen para superar el ambiente ruidoso. Existe otra paracusia, la llamada paracusia de Weber, que consiste en que estos pacientes se oyen masticar, por lo que suelen comer poco y despacio.
Dos tercios de los pacientes reportan una historia familiar de hipoacusia. Esto es particularmente importante para el diagnóstico en pacientes con sintomatología no tan clara de otosclerosis.
El diagnóstico diferencial de otoesclerosis incluye cualquier trastorno de oído medio que produzca hipoacusia conductiva o mixta. Algunas patologías como luxación oscicular, fijación congénita del estribo, fijación de la cabeza del martillo, enfermedad de Paget y la osteogénesis imperfecta, se presentan con hallazgos otológicos similares a la otosclerosis. Algunas veces el diagnóstico definitivo se retrasa hasta el momento de la exploración quirúrgica del oído medio.

### Examen físico
La otoscopia con microscopio es esencial para hacer el diagnóstico de otosclerosis, particularmente para descartar otras causas de hipoacusia conductiva. Los derrames en oído medio pueden simular la sintomatología de la otosclerosis, pero es fácilmente identificable mediante el examen de la membrana timpánica. La timpanoesclerosis usualmente se presenta en pacientes con historia de otitis media crónica, y por sí sola puede causar hipoacusia conductiva significativa ya sea por fijación del martillo o cuando rodea al estribo y la zona de la ventana oval. La otoscopia neumática puede ser útil para hacer el diagnóstico de fijación del martillo. El colesteatoma, otitis media crónica adhesiva y perforación de la membrana timpánica pueden ser fácilmente descartadas con el examen físico.
La membrana timpánica se encuentra normal en la mayoría de los pacientes con otosclerosis. En 10 % de los pacientes puede observarse el signo de Schwartze, que se observa en los pacientes con enfermedad activa. La exploración con diapasón debe realizarse en todos los pacientes, con frecuencias de 256, 512 y 1024 Hz. La prueba de Rinne es especialmente útil. En la fase temprana de la enfermedad la hipoacusia conductiva de baja frecuencia puede predominar, teniendo un resultado negativo con el diapasón de 256 Hz.

### Estudios de gabinete
La timpanometría, los reflejos acústicos y la audiometría de tonos puros son las pruebas objetivas más importantes para el diagnóstico y planificación del tratamiento de pacientes con otosclerosis.
La timpanometría es la representación gráfica del cambio de admisión de energía sonora a través del oído medio, como una función de la presión de aire aplicado al conducto auditivo externo sellado. En 1970 Jerger clasificó los timpanogramas como tipo A, B y C. El tipo A fue subdividido en tipos A, As y Ad. Todos los subtipos de timpanograma A tienen un pico de función definido en los ±100 daPa. La localización del pico del timpanograma en el eje de las abscisas es una representación de la presión de aire en el oído medio. La altura del pico se encuentra determinado por el pico de efectividad de la membrana timpánica y el oído medio. Debido a que la presión del oído medio no se afecta por la otosclerosis, el pico del timpanograma siempre es normal en el eje de las abscisas, sin embargo se reduce la efectividad del sistema a medida que avanza la otosclerosis, resultando en una disminución de la altura del pico. Un pico bajo en el oído medio con rango de presión de aire normal se denomina tipo As, y es característico de la otosclerosis avanzada, pero más comúnmente de la fijación del martillo.
Los reflejos acústicos resultan del cambio en la efectividad en el oído medio como respuesta a un estímulo sonoro. El cambio en la efectividad resulta de la contracción del músculo estapedial en respuesta a un sonido fuerte, lo cual estabiliza el estribo reduciendo la transmisión de la energía sonora hacia el vestíbulo. La fijación progresiva del estribo resulta en un patrón predecible de anormalidades del reflejo acústico. El primer signo de la otoesclerosis inicial (previo aún a la detección de cualquier hipoacusia) es un reflejo difásico, el motivo por el que se produce esto no es claro, se ha postulado que resulta de la elasticidad inherente de la porción anterior de la platina y la crura, permitiendo a la porción posterior no fija de la platina moverse con la contracción y relajación del músculo estapedial. A medida que la fijación estapedial progresa, la amplitud del reflejo acústico se reduce, seguido por una elevación ipsilateral y posteriormente contralateral de los umbrales, y finalmente desaparece.
La audiometría de tonos puros tiene ventajas frente a la timpanometría y el reflejo acústico en que caracteriza mejor la severidad de la enfermedad y es específica en frecuencias. El primer daño de la otosclerosis en los tonos puros es una disminución en la conducción aérea de las frecuencias bajas, especialmente por debajo de los 1000 Hz. Conforme la enfermedad progresa, la vía aérea se registra en forma horizontal, esto ocurre debido a que el foco otosclerótico tiene un efecto de masa en el sistema en adición a la disminución de su efectividad. La progresión posterior de la otosclerosis que envuelve a la cóclea puede resultar en disminución del umbral de conducción ósea. Usualmente se afectan las frecuencias altas debido a que el foco de enfermedad se encuentra adyacente a la vuelta basal de la cóclea. Una otosclerosis coclear más aislada puede algunas veces resultar en una hipoacusia mixta con patrón de mordida de galleta en ambas líneas de conducción ósea y aérea.
El nicho de Carhart es el signo audiológico de referencia de la otoesclerosis. Se caracteriza por disminución en el umbral de conducción ósea de aproximadamente 5 dB a 500 Hz, 10 dB a 1000 Hz, 15 dB a 2000 Hz y 5 dB a 4000 Hz. Esto se presenta por un artefacto mecánico y no es una representación real de la reserva coclear. Se ha postulado que este fenómeno ocurre debido a que la fijación estapedial interrumpe la resonancia normal de la cadena oscicular y la compresión de la conducción ósea se interrumpe debido a la inmovilidad de la perilinfa causada por la fijación estapedial. Esta teoría es apoyada por el hecho de que el nicho de Carhart desaparece después de la estapedectomía.

### Estudios de imagen
Es controversial si se requieren estudios de imagen posteriores al examen físico, diapasones y la audiometría para el diagnóstico y manejo de pacientes con otosclerosis. Aquellos a favor de la tomografía axial computarizada (TAC) del hueso temporal de estos pacientes refieren varias ventajas. La TAC puede caracterizar la extensión de los focos otoscleróticos en la ventana oval, y puede ser usada cuando el diagnóstico clínico se encuentra en duda en aquellos pacientes con hipoacusia mixta profunda. Además puede detectarse una acueducto coclear aumentado previo a la estapedectomía que pueden presentar un potencial gusher perilinfático.

## Tratamiento

### No quirúrgico
El tratamiento no quirúrgico puede ser de dos tipos:
- Amplificación: un auxiliar auditivo es una opción viable para pacientes que no desean un tratamiento quirúrgico, o para aquellos que no son candidatos para cirugía. El beneficio sobre la cirugía es que se evita el riesgo de hipoacusia sensorineural postquirúrgica. Sin embargo, los pacientes que se someten al tratamiento quirúrgico tienen significativamente mayor satisfacción de audición que aquellos con auxiliar auditivo.

- Tratamiento médico: en 1923 Escot fue el primero en sugerir que el floruro de sodio puede ser usado en el tratamiento de la otosclerosis, lo cual fue popularizado por Shambaugh en 1965. El ion floruro reemplaza el ion hidroxilo normal en el hueso perióstico, formando fluoroapatita, en lugar de hidroxiapatita que es el resultado normal. Esto genera una disminución de la reabsorción e incremento de la calcificación del hueso nuevo. Los focos activos de otosclerosis son inactivados, además de que se reduce el acúfeno y la inestabilidad. La dosis usual de floruro es de 20-120 mg por día en adultos. Esta dosis se disminuye en niños y mujeres embarazadas. La eficacia del tratamiento con floruro se evalúa después de 2 años. Cuando se logra la estabilización de la enfermedad, se da una dosis de mantenimiento de por vida de 25 mg por día. Debe considerarse el tratamiento con floruro en pacientes que no sean candidatos a cirugía, o aquellos que no la desean, así como aquellos pacientes que presentan hipoacusia sensorineural o síntomas vestibulares atribuidos a otosclerosis. También puede utilizarse el fluoruro de sodio 6 a 12 meses previo al tratamiento quirúrgico para prevenir la progresión de la enfermedad.

### Quirúrgico

#### Selección de pacientes
El candidato ideal a cirugía es el paciente con buen estado de salud, con una audiometría socialmente aceptable y una prueba de Rinne negativa, buena discriminación y el deseo de operarse después de un tiempo apropiado de deliberación.
Otros factores que deben tomarse en cuenta para la selección son la edad del paciente, ocupación e historia previa de cirugía del estribo. Los pacientes de edad avanzada que se someten a una estapedectomía tienen resultados menos favorables, principalmente en el rango de frecuencias altas de la audición. Aquellos pacientes en los que su profesión o actividades requieran un excelente balance son candidatos cuestionables para la estapedectomía.

#### Procedimiento quirúrgico
Cuando se decide realizar el tratamiento quirúrgico, debe operarse primero el oído con la audición más afectada. El orden básico de la estapedectomía se ha mantenido relativamente constante en los últimos 30 años. Solo se ha modificado el estilo y técnica con los que se realizan estos pasos básicos. El primer paso es la elección de la anestesia, lo cual cambia según las preferencias del cirujano, del paciente y la condición médica del paciente. Aquellos que usan anestesia local con sedación por lo general son cirujanos experimentados. La ventaja de esto es que puede evaluarse inmediatamente la recuperación de la audición y el paciente puede informar de sintomatología de vértigo. Además, la anestesia local es útil en pacientes con factores médicos que contraindiquen la anestesia general.
Una vez que se ha elegido el procedimiento anestésico, el oído del paciente es preparado, generalmente con isodine en pacientes no alérgicos, y se maneja el oído en forma estéril. El conducto auditivo externo se inyecta con lidocaína con epinefrina al 1 % en los cuatro cuadrantes en la unión osteo-cartilaginosa. Posteriormente se realizan los siguientes pasos:
- Elevación del colgajo timpanomeatal: la piel del canal se incide en la porción superior e inferior, aproximadamente a 6-8 mm del annulus. Se realiza una incisión que una estas dos incisiones previas hacia la pared posterior del conducto. El colgajo se eleva hacia la porción anterior del annulus, separando este último del surco donde se inserta. Se identifica el nervio de la cuerda del tímpano y se separa de la membrana timpánica, tratando de preservarlo intacto.

- Exposición: casi siempre es necesario remover una porción del escudo para visualizar adecuadamente la platina del estribo, el nicho de la ventana redonda y las estructuras adyacentes. Se usa una cucharilla para remover primero la porción lateral del escudo. Es importante remover suficiente hueso como para poder observar la eminencia piramidal en la pared posterior y en la porción superior suficiente para visualizar el borde inferior del nervio facial.

- Examen del oído medio: deben palparse los tres huesecillos para determinar la fijación previo y después de la división de la articulación íncudo-estapedial. Si se encuentra fijación del martillo o el yunque, debe también solucionarse para mejorar el resultado. Ocasionalmente se puede encontrar un foco activo de otosclerosis, casi siempre en la porción anterior de la platina. Debe examinarse el segmento timpánico del nervio facial y determinar si existe alguna dehiscencia, lo cual ocurre hasta en un 50 % de los casos. Se mide la distancia entre la platina y la rama larga del yunque.

- Obtención del injerto: se han utilizado múltiples materiales para sellar la ventana oval, incluyendo vena, fascia temporal, pericondrio del trago, grasa del lóbulo y periostio. Cualquiera que sea el material a utilizarse se debe obtener previo a la apertura de la platina.

- Estapedectomía/Estapedotomia: la decisión de realizar estapedectomía total o parcial contra estapedotomía depende de la extensión de la fijación del estribo, así como las características de la platina y la preferencia del cirujano, siendo esta última una de las principales. En 1960 Hough sugirió realizar una estapedectomía anterior parcial para pequeños focos de otosclerosis. Se ha recomendado estapedectomía total en pacientes con fijación extensa de la platina o en casos con platina flotante. Primero se separa la articulación incudoestapedial previo a separar el tendón del músculo estapedial. Howard House recomendó realizar un pequeño orificio con una pica en el centro de la platina previo a la división de la articulación para poder retirarla en caso de que se encuentre móvil después de la separación. En este momento se verifica la movilidad del yunque y martillo. Se separa el tendón y se fractura la supraestructura del estribo hacia el promontorio para extraerse, se retira la platina y se coloca el injerto sobre la ventana oval, colocando posteriormente una prótesis de tamaño adecuado desde la apófisis larga del martillo hacia el injerto. La estapedotomía o técnica de fenestra pequeña fue originalmente usada en pacientes con platina obliterada, inicialmente en Europa, empezó a ser aceptada en Estados Unidos en 1970. Debido a la mejoría temprana con esta técnica, muchos cirujanos empezaron a usar la estapedotomía para casos sin obliteración de la platina. La ventaja de esta incluye menor riesgo de trauma al vestíbulo y menor incidencia de migración de la prótesis y fijación por cicatrización que se observa en la técnica de estapedectomía. En 1978 Perkins realizó por primera vez la estapedotomía con láser, siendo desde entonces una técnica aceptada para fenestrar la platina.

- Sellado de la ventana oval y colocación de la prótesis: se han utilizado diferentes materiales para este propósito, cuyo objetivo es reproducir la función del ligamento anular, para proporcionar resistencia y proteger el oído interno del trauma acústico y dar elasticidad para la transmisión del sonido. Una vez que se ha sellado apropiadamente la ventana, debe colocarse una prótesis de tamaño adecuado en la fenestra de la platina y alrededor del yunque. Se han desarrollado múltiples prótesis en los últimos 30 años. Actualmente la más utilizada es la de tipo pistón de 0.6 o 0.8 mm que descansa sobre un injerto de tejido conectivo. Por lo general estas prótesis se colocan ancladas a la apófisis larga del yunque. Como último se recoloca el colgajo timpanomeatal y se sella el conducto con gelfoam.

## Consideraciones especiales y complicaciones de la estapedectomía
- Dehiscencia del nervio facial: ocasionalmente el nervio facial se encuentra dehiscente en el Canal de Falopio y protruye hacia el nicho de la ventana oval, obstruyendo la visibilidad de la platina, en la mayoría de los casos es indicación de interrumpir el procedimiento.

- Platina flotante: esto ocurre en ocasiones durante una estapedectomía, cuando se disloca la platina del nicho de la ventana oval. Puede observarse en forma incidental, pero es más común de causa iatrogénica. El manejo más común de esta en una estapedectomía completa.

- Esclerosis difusa obliterante: se denomina así cuando la platina, ligamento anular y los bordes de la ventana oval se encuentran escleróticos. El manejo en estos casos es mediante el adelgazamiento del hueso con una fresa cortante, realizando la estapedotomía sobre la porción adelgazada.

- Gusher perilinfático: esta complicación se asocia a un acueducto coclear persistente, y genera una salida de líquido perilinfático en forma excesiva a través de la fenestra de la platina. Esta condición aumenta el riesgo de hipoacusia sensorineural postquirúrgica. Cuando se encuentra esta condición la estapedectomía está contraindicada.

- Cierre de la ventana redonda: normalmente la audición no se afecta cuando la otosclerosis afecta la ventana redonda, a menos que se cierre completamente, menos del 1 % de los pacientes con otoesclerosis presentan esta complicación, y en ellos está contraindicada la estapedectomía, ya que se eleva el riesgo de hipoacusia sensorineural postquirúrgica.

- Hipoacusia sensorineural: es la más seria de las complicaciones de la estapedectomía. Su incidencia es de aproximadamente 0.6 al 3 %. Esto depende de múltiples factores que incluyen la extensión de la enfermedad, experiencia del cirujano, técnica empleada, edad del paciente y una historia previa de cirugía. Esta hipoacusia puede ser temporal o permanente. La mayoría de los pacientes que la presentan desarrollan un cierto grado de laberintitis en los primeros días después de la cirugía, manifestado clínicamente por vértigo, inestabilidad y disminución de la audición para frecuencias mayores a 2 kHz, así como disminución de la discriminación. La forma permanente puede presentarse cuando una laberintitis serosa se convierte en supurativa, cuya causa generalmente es traumatismo directo durante la cirugía.

- Parálisis facial: este riesgo se encuentra siempre presente cuando se realiza manipulación de las estructuras del oído medio. El riesgo de lesión y parálisis es bajo, aproximadamente 1:1000 casos. En el caso de estapecotomía con láser puede deberse a calentamiento del nervio. Otra de sus causas en por inflamación retrógrada de la cuerda del tímpano cuando esta se manipula y estira demasiado. La mayor parte de las veces esta parálisis es incompleta y temporal.

- Granuloma de reparación: esta es una causa bien conocida de la hipoacusia sensorineural después de la estapedectomía, más comúnmente informada cuando se usa gelfoam para sellar la ventana oval, su incidencia estimada es del 1 a 2 % de los casos. La presentación usual es la de un paciente con audición postquirúrgica adecuada, que desarrolla una caída en su condición ósea una a dos semanas después de la cirugía asociada a acúfeno y vértigo. El tratamiento es la exploración y retiro del granuloma que rodea al yunque y la prótesis.